# قاو شيانغ
قاو شيانغ (بالصينية: 高翔) هو لاعب كرة قدم صيني في مركز الوسط، ولد في 14 فبراير 1989 في تشينغداو في الصين. لعب مع نادي فيرينتسفاروشي.

## وصلات خارجية
- قاو شيانغ على موقع قاعدة بيانات كرة القدم.إي يو (الإنجليزية)
- قاو شيانغ على موقع Soccerway.com (الإنجليزية)
- قاو شيانغ على موقع اللجنة الأولمبية الصينية (الإنجليزية)